# Hypocoela viridicolor
Hypocoela viridicolor är en fjärilsart som beskrevs av Louis Beethoven Prout 1930. Hypocoela viridicolor ingår i släktet Hypocoela och familjen mätare. Inga underarter finns listade i Catalogue of Life.